# Елена Армас
Елена Армас (на испански: Elena Armas) е испанска писателка на произведения в жанра любовен роман.

## Биография и творчество
Елена Армас е родена в Испания. Завършва специалност инженерна химия.
Дебютният ѝ роман „Испанска любовна измама“ е издаден през 2021 г. Главната героиня, Каталина Мартин, е млада, амбициозна и с успешна кариера инженерна консултантска компания. Тя трябва да отиде на сватбата на сестра си в Испания, и решава да представи колегата си Арън Блекфорд за свой приятел. А той е арогантен и саркастичен, и не е това, което тя би искала, но ѝ предлага помощта си. Романът получава наградата на „Goodreads“ за най-добър дебютен роман.

## Произведения

### Самостоятелни романи
- The Spanish Love Deception (2021)[1]
Испанска любовна измама, изд.: „Егмонт Уо“, София (2022), прев. Десислава Недялкова
- The American Roommate Experiment (2022)
- The Long Game (2023)